# Bengt Holmström
Bengt Robert Holmström (ur. 18 kwietnia 1949 w Helsinkach) – fiński ekonomista, związany z Massachusetts Institute of Technology, laureat Nagrody Banku Szwecji im. Alfreda Nobla w dziedzinie ekonomii z 2016 roku.

## Życiorys
W 2016 został laureatem Nagrody Banku Szwecji im. Alfreda Nobla w dziedzinie ekonomii za wkład w teorię kontraktu. Wraz z nim został wyróżniony Oliver Hart.